# Люр (округ)
Люр (фр. Lure) — округ (фр. Arrondissement) во Франции, один из округов в регионе Франш-Конте. Департамент округа — Сона Верхняя. Супрефектура — Люр.
Население округа на 2006 год составляло 108 300 человек. Плотность населения составляет 59 чел./км². Площадь округа составляет всего 1848 км².